# Guido Adler (Musikwissenschaftler)

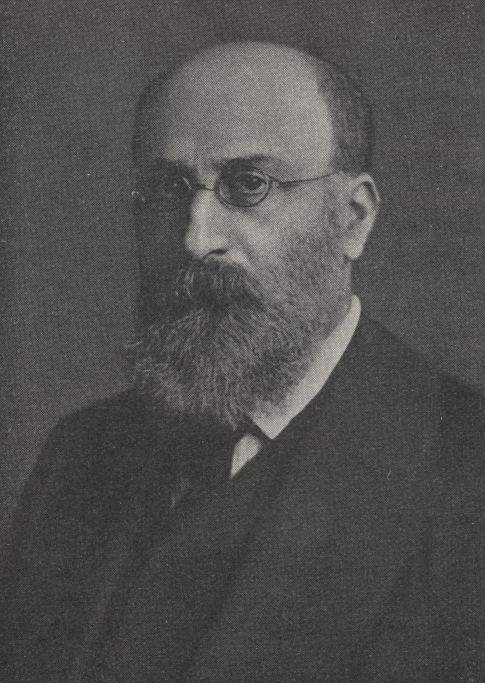
Guido Adler (1904)

Tom von Dreger: Porträt Guido Adler (1930)

Guido Adler (* 1. November 1855 in Eibenschütz, Mähren, Kaisertum Österreich; † 15. Februar 1941 in Wien) war ein österreichischer Musikwissenschaftler. Er gilt als Begründer der Wiener Musikwissenschaft.

## Leben
Guido Adler war der Sohn eines jüdischen Landarztes, ein älterer Bruder war Regisseur Leopold Adler. Nach dem frühen Tod des Familienvaters (1856) zog die Mutter mit ihren sechs unversorgten Kindern nach Iglau, wo Adler die Volksschule besuchte und ersten Klavierunterricht erhielt. Eine kaiserliche Gnadenpension und die Unterstützung der Verwandten ermöglichten der Familie den Lebensunterhalt. 1864 kam er nach Wien, wo er ab September 1869 das Konservatorium der Gesellschaft der Musikfreunde in Wien besuchte. Seine Lehrer waren Wilhelm Schenner und Josef Dachs (Klavier), Anton Bruckner in Harmonielehre (als Nebenfach) und Felix Otto Dessoff (Theorie und Komposition). Nach dem Abitur im Jahre 1873 studierte er zusätzlich Jura, das er 1878 mit der Promotion beendete. Er arbeitete jedoch nur drei Monate als Rechtsanwalt. Im Juni 1874 machte er am Konservatorium sein Pianistendiplom. Zunächst entschied er sich jedoch gegen eine Karriere als Komponist.
Mit seinen Mitschülern am Konservatorium Arthur Nikisch und Felix Mottl überreichte er Richard Wagner einen Ehrenpokal. Als Wortführer der Konservatoristen hielt er eine Ansprache an Franz Liszt. Adler war Mitbegründer des Akademischen Wagnervereins und hielt als solcher 1875/76 einen Zyklus von Vorträgen zur Einführung in den Ring des Nibelungen. Durch die Arbeiten von August Wilhelm Ambros, Friedrich Chrysander, Otto Jahn und Philipp Spitta wurden seine musikhistorischen Neigungen geweckt und nach kurzer Praxis am Wiener Handelsgericht wandte er sich ganz der Musikwissenschaft zu. Bei seinem Studium förderte ihn der Wiener Ordinarius Eduard Hanslick.
1880 erhielt er seinen Doktorgrad an der Universität Wien. 1884 gründete Adler im Vereine mit Philipp Spitta und Friedrich Chrysander die Vierteljahrsschrift für Musikwissenschaft, die er während ihres zehnjährigen Bestehens zusammen mit diesen redigierte. 1885 wurde er Nachfolger von Eduard Hanslick als Professor in Prag und gründete 1898 das Musikwissenschaftliche Institut der Universität Wien, dessen Leiter er bis zu seiner Pensionierung im Jahre 1927 war.
1888 regte er mit einer Denkschrift über die Herausgabe von Monumenta historiae musices auf internationaler Basis an, neben Denkmäler-Publikationen auch Dokumente und Quellenschriften historischer und theoretischer Art zu edieren. Sie wurde zunächst auf die Denkmäler der Tonkunst in Österreich begrenzt, die seit 1894 unter Adlers Leitung in 83 Bänden bis 1938 ununterbrochen erschienen. 1892 organisierte er die musikhistorische Abteilung der Internationalen Musik- und Theaterausstellung in Wien und veranlasste die österreichische Regierung zum Ankauf der Trienter Codices.
Das von ihm gegründete Musikhistorische Institut Wien wurde zum Mittelpunkt der österreichischen Musikforschung. Die 1913–1938 als Beihefte der Denkmäler der Tonkunst in Österreich jährlich erscheinenden Studien zur Musikwissenschaft brachten wertvolle Abhandlungen aus Adlers Schule. Er organisierte die internationalen musikwissenschaftlichen Kongresse zu Haydn (1909) und der Beethoven-Zentenarfeier (1927) in Wien.
1927 gab er die Anregung zur Gründung der Internationalen Gesellschaft für Musikwissenschaft mit dem Sitz in Basel, als deren Ehrenpräsident er bis zu seinem Tode fungierte. Im gleichen Jahre trat er vom Lehramt zurück, behielt jedoch die Leitung der Denkmäler der Tonkunst in Österreich bei, bis ihm 1938 die publizistische Tätigkeit versagt wurde.

### In der Zeit des Nationalsozialismus
1938 wurde die Gesellschaft der Musikfreunde in Wien, deren Ehrenmitglied er war, faktisch aufgelöst. Sie wurde zuerst unter kommissarische Leitung gestellt und dann unter Beibehaltung des Namens der Wiener Staatstheater- und Bühnenakademie angegliedert. Während der Zeit des Nationalsozialismus erfolgte aufgrund antisemitischer Einstellung eine Aberkennung seiner Ehrenmitgliedschaft. Adler wurde zusätzlich in Herbert Gerigks Lexikon der Juden in der Musik diskriminiert und dort mit einem bewusst falschen Todesdatum eingetragen (14. Dezember 1933). Seine wertvolle Bibliothek wurde auf Betreiben seines Schülers Erich Schenk beschlagnahmt und ohne Entschädigung der Erben den von ihm begründeten Seminaren zugewiesen. Nach seinem Tod im März 1941 ließ ihn seine Tochter in aller Stille in Wien beisetzen. Diese, die Ärztin Melanie Karoline Adler, wurde im Mai 1942 von Wien nach Minsk deportiert und am 26. Mai 1942 im Vernichtungslager Maly Trostinez ermordet.
Sein Sohn Achim Adler war ebenfalls Arzt und emigrierte rechtzeitig in die USA.

### Danach
Seit der Wiedererrichtung der Gesellschaft der Musikfreunde in Wien 1945 wird Guido Adler dort (wie auch Bruno Walter, Carl Goldmark u. a.) wieder als Ehrenmitglied geführt.
1980 erfolgte die Umbettung aus einem gewöhnlichen Urnenfeld in ein Ehrengrab auf dem Wiener Zentralfriedhof (Gruppe 32 C, Nummer 51). 1998 wurden Guido Adler in der Ausstellung „100 Jahre Institut für Musikwissenschaft der Universität Wien“ zwei eigene Vitrinen von der Gesellschaft der Musikfreunde in Wien gewidmet.

## Zitat
Guido Adler war ein ruhiger Zeitgenosse. So jedenfalls muss Gustav Mahler ihn empfunden haben. Mahler soll über ihn gesagt haben:

„Wenn ich allein sein will, gehe ich mit Guido Adler spazieren.“

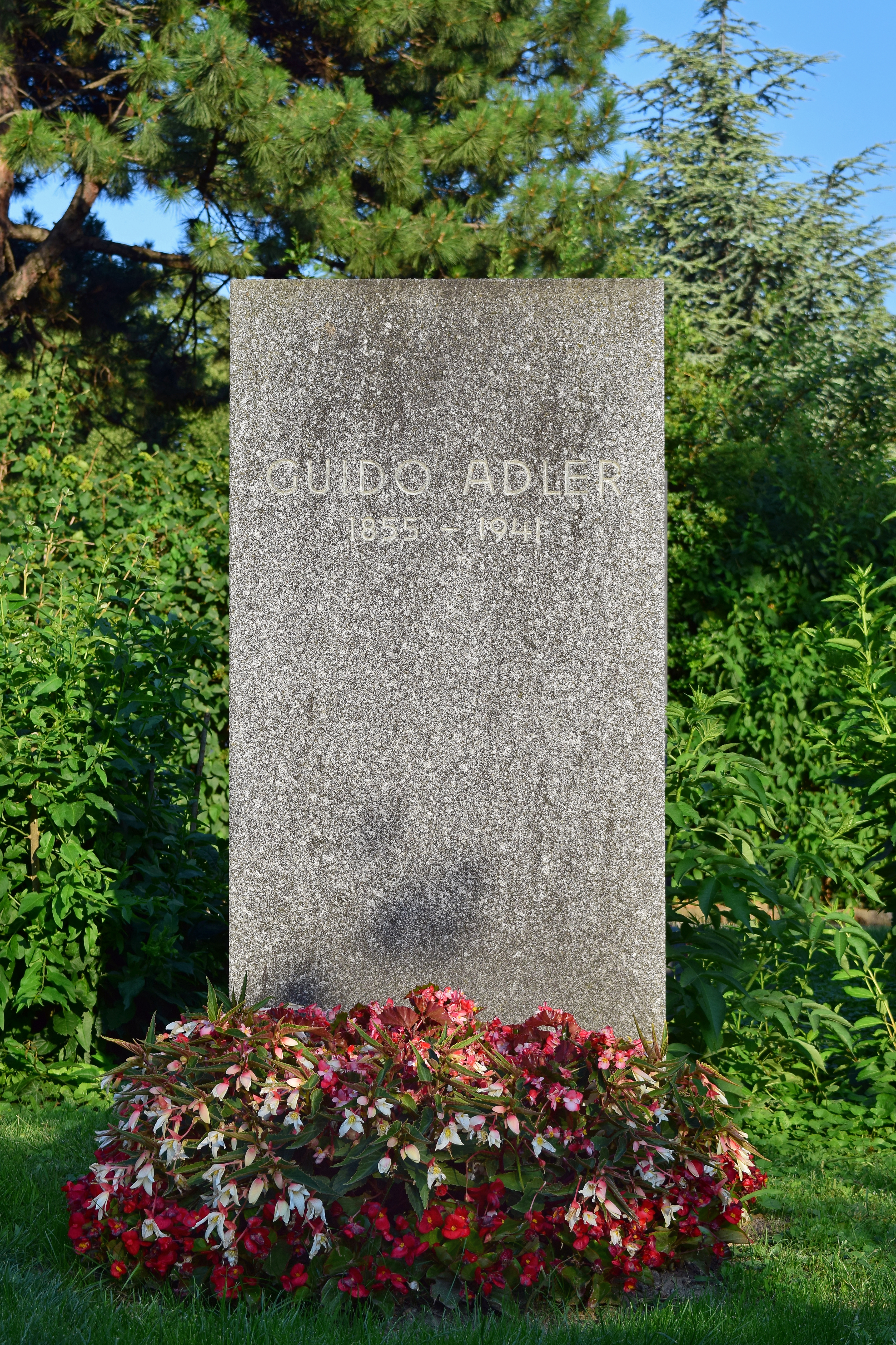
Grab von Guido Adler am Wiener Zentralfriedhof

## Werke
- Chronologische Liste seiner Werke mit download-links
- Wollen und Wirken. Aus dem Leben eines Musikhistorikers, Universal-Edition, Wien 1935.
- als Hrsg.: Handbuch der Musikgeschichte. Unveränderter Nachdruck der 2. Auflage von 1929. Schneider, Tutzing 1961. ISBN 978-3-7952-0004-6.
- Von 1894 bis 1938 war Adler Herausgeber des 83-bändigen Werkes Denkmäler der Tonkunst in Österreich.